# Zozenow (Adelsgeschlecht)

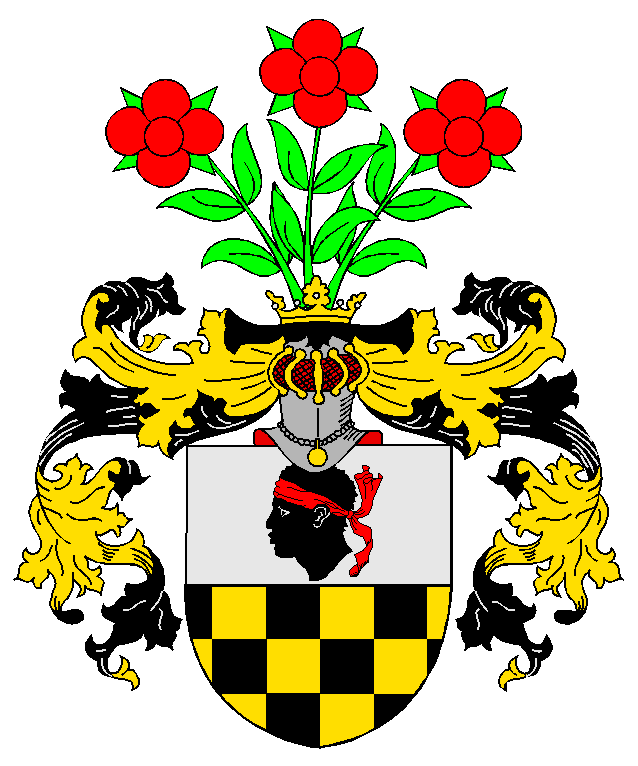
Wappen derer von Zozenow

Zozenow, auch Zotzenow, polnisch: Czucznow ist der Name eines alten pommerschen, heute erloschenen Adelsgeschlechts.

## Geschichte
Als frühest bekannte Angehörige der Familie werden bereits im Jahre 1389 Zciczik von bolczin, 1445 Hans Czucenowen zeu Poltzin sowie im Jahre 1493 Czitzke Sutzenow unter der Ritterschaft Pommerns urkundlich genannt. Noch im 16. Jahrhundert hatte die Familie Afterlehensleute, was den bedeutenderen Familien Pommerns vorbehalten war und den Stand der Zozenow unterstreicht.
1569 erhielten die Zozenow, welche zu diesem Zeitpunkt bereits in zwei Linien auftraten, die Gesamthandverlehnung an ihren Gütern durch Herzog Barnim X. Ledebur gibt einen umfassenden Überblick der Besitzverhältnisse. 1805 besaßen die Zozenow noch Damerow aus ihrem Anteil an Alt Schlage.
Die Familie ist mit den Geschwistern Erdmann Otto Ferdinand von Zozenow, königlich preußischer Major († 1806), Gotthilf Friedrich von Zozenow, königlich preußischer Kapitän († 1811) und Albertine Clara Elisabeth von Zozenow († nach 1822) erloschen.

## Wappen
Das geteilte Wappen zeigt oben in Silber ein Mohrenkopf mit roter Stirnbinde, unten ist es von Schwarz und Gold in drei Reihen geschacht. Auf dem gekrönten Helm mit schwarz-goldenen Decken drei rote Blumen auf grün beblätterten Stängeln.